# Fridtjof Mjøen

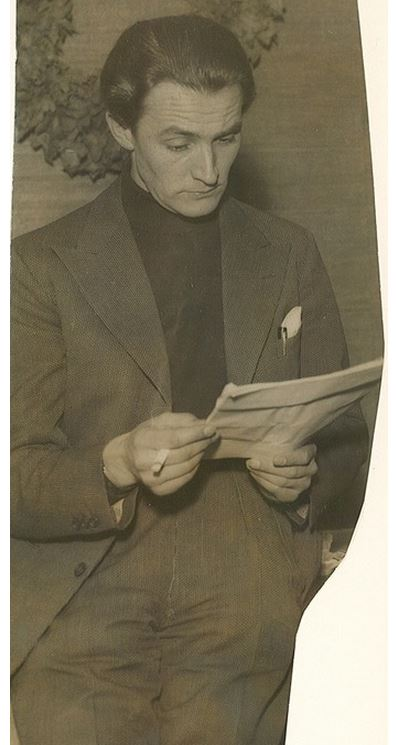
Fridtjof Mjøen

Fridtjof Otto Rudolf Greverus Mjøen (* 3. August 1897 in Magdeburg; † 21. Oktober 1967 in Oslo, Norwegen) war ein norwegischer Schauspieler und Mediziner.

## Leben
Er wuchs als ältestes von sechs Kindern des norwegischen Apothekers und Rassenhygienikers Jon Alfred Mjøen (1860–1939) und der Übersetzerin Cläre Greverus Mjøen (1874–1963) in Deutschland auf. Nach seiner Jugend- und Schulzeit in Norwegen, die er in einem künstlerisch ambitionierten Elternhaus in der Nähe Oslos verlebte, studierte er auf Wunsch des Vaters Medizin in Rostock. Er promovierte dort 1923 über die Erblichkeit der Musikalität. Einige Jahre unterstützte er seinen Vater bei der Arbeit im Vinderen Biologischen Laboratorium.
Gegen den Willen des Vaters verzichtete er auf eine medizinische Laufbahn und debütierte 1927 am Osloer Central Theater in einem Stück Schnitzlers. Nach Engagements an mehreren Osloer Theatern, in denen er überwiegend in Revuen und im Kabarett auftrat, hatte der Schauspieler 1928 seine erste Filmrolle in dem deutsch-norwegischen Stummfilm Schneeschuhbanditen. Bühnenrollen und Regiearbeit wechselten sich fortan ab. 1938 ging er nach Berlin, wo er u. a. in zwei Spielfilmen kleine Rollen verkörperte und unter Gustaf Gründgens am Schauspielhaus Theater spielte. Mit Kriegsbeginn verließ er Deutschland und fuhr nach Schweden, wo er 1940 den Spielfilm En, menn ett lejon drehte. Nachdem er 1942 im deutsch besetzten Norwegen einen Spielfilm gemacht hatte, ging er 1943 für ein Filmprojekt nach Finnland.
In der Nachkriegszeit wurde er zu einem beliebten norwegischen Bühnendarsteller und Regisseur. Er drehte vereinzelt Filme und wurde als Hörspielsprecher im Radio populär.
Fridtjof Mjøen war zweimal verheiratet. Sein Bruder war der norwegische Schauspieler Jon Lennart Mjøen (1912–1997).

## Filmografie (Auswahl)
- 1927: Madame besøker Oslo
- 1928: Schneeschuhbanditen
- 1938: Der betrogene Kalif
- 1938: Es leuchten die Sterne
- 1938: Der Skarabäus
- 1939: Zwölf Minuten nach Zwölf